# 払川館
払川館（はらいかわだて）は、岩手県宮古市にあった日本の城。別称津軽石館。城跡を津軽石川が巡り、丘陵上の頂上平坦部は東西190メートル×南北195メートルで主郭、二郭、三郭、大手門跡、空堀が造られ、麓には城下町も従えていたが、いまは川原になって跡形も残っていない。

## 歴史・沿革
払川館は、陸奥国閉伊郡津軽石村に所在した。津軽石を本拠地とした津軽石氏は、一戸南部氏の支族で千徳城主千徳氏の分流。
津軽石村は古くは渋溜村と称し、初め村の北方・沼里館に沼里氏がいたが、文明年間（1469 - 87年）の頃、千徳氏の一族に攻められて没落。その後、一戸氏は沼里館に拠て、勢力を伸ばし、津軽石氏の始祖一戸南部行政が享禄元年（1528年）に入部して、やがて、払川に新城を築いて沼里館から移った。
天正11年（1583年）正月、千徳城における饗応の席で、津軽石九郎勝富（鬼九郎行重）は謀殺されて、払川館は千徳勢に囲まれて落城し廃城となり、津軽石の地は千徳氏の支配下に入るが、南部氏が閉伊を統一してからは南部氏の所領となった。
2004年（平成16年）と2006年（平成18年）に発掘調査が行われた。縄文時代から江戸時代までの遺構や遺物が出土し、平安時代の竪穴建物跡や、江戸時代の墓地が見つかったが、この調査地点においては直接的に払川館に関連する遺構や遺物は見つからなかった。

## 参考資料
- 児玉幸多、坪井清足『日本城郭大系 第2巻 青森・岩手・秋田』新人物往来社、1980年7月15日。
- 「角川日本地名大辞典」編纂委員会『角川日本地名大辞典 3 岩手県』角川書店、1985年3月8日。ISBN 4-04-001030-2。
- （有）平凡社地方資料センター『日本歴史地名大系 第3巻 岩手県の地名』平凡社、1990年7月13日。ISBN 4-582-91022-X。
- 宮古市教育委員会 2005 『宮古市埋蔵文化財調査報告書64：払川館跡』宮古市教育委員会
- 宮古市教育委員会 2007 『宮古市埋蔵文化財調査報告書73：払川館跡第2次調査』岩手県宮古市教育委員会
- 宮古市 2009「遺跡発掘調査の成果-津軽石地区払川館跡-（新ふるさと博物館）」『広報みやこ』№89 p.20